# Challenger de Tigre II 2022
Il Challenger de Tigre II 2022 è stato un torneo maschile di tennis professionistico. È stata la 2ª edizione del torneo, facente parte della categoria Challenger 80 nell'ambito dell'ATP Challenger Tour 2022, con un montepremi di 53 120 €. Si è svolto dal 25 aprile al 1º maggio 2022 sui campi in terra rossa dell'Hacoaj Nautical Club di Buenos Aires, in Argentina.

## Partecipanti

### Teste di serie
| Nazionalità | Giocatore                     | Ranking* | Testa di serie |
| ----------- | ----------------------------- | -------- | -------------- |
| Argentina   | Facundo Bagnis                | 99       | 1              |
| Perù        | Juan Pablo Varillas           | 109      | 2              |
| Argentina   | Camilo Ugo Carabelli          | 168      | 3              |
| Argentina   | Renzo Olivo                   | 169      | 4              |
| Brasile     | Felipe Meligeni Alves         | 190      | 5              |
| Argentina   | Nicolás Kicker                | 201      | 6              |
| Argentina   | Santiago Fa Rodríguez Taverna | 206      | 7              |
| Brasile     | João Menezes                  | 251      | 8              |

* Ranking al 18 aprile 2022.

### Altri partecipanti
I seguenti giocatori hanno ricevuto una wild card per il tabellone principale:
- Facundo Bagnis
- Román Andrés Burruchaga
- Alejo Lorenzo Lingua Lavallén

I seguenti giocatori sono entrati in tabellone come alternate:
- Gustavo Heide
- Cristian Rodríguez

I seguenti giocatori sono passati dalle qualificazioni:
- Murkel Dellien
- Santiago De La Fuente
- Juan Ignacio Galarza
- Daniel Cukierman
- Conner Huertas Del Pino
- Franco Emanuel Egea

## Campioni

### Singolare
Camilo Ugo Carabelli ha sconfitto in finale  Andrea Collarini con il punteggio di 7–5, 6–2.

### Doppio
Guillermo Durán /  Felipe Meligeni Alves hanno sconfitto in finale  Luciano Darderi /  Juan Bautista Torres con il punteggio di 3–6, 6–4, [10–3].